# Castillo de Calasanz
El castillo de Calasanz es un castillo de origen islámico situado en un acantilado sobre el pueblo de Calasanz, en el término municipal de Peralta de Calasanz (Provincia de Huesca, Aragón, España).

## Historia
El castillo de Calasanz formaba parte de las defensas del distrito de Lérida en tiempos islámicos. Se situaba en una posición estratégica para las comunicaciones entre Barbastro y Lérida, dominado el valle del río Sosa, junto con el castillo de la Mora. En 1083 Ermengol IV de Urgel ordenó un sitio, pero el castillo ofreció una larga resistencia que no terminó hasta su incorporación a Aragón en 1102, mediante una rendición pactada tras la caída de Monzón.

## Descripción
El castillo se encuentra en la parte superior de una peña, donde se corta transversalmente por un foso de unos 6 metros de ancho y 60 de largo, con una profundidad de unos tres metros. Este valle, que en parte aprovecha una grieta natural, aísla una plataforma rocosa que queda protegida en los lados por los cortes verticales de la roca, y es en esta plataforma en la que se encuentran los restos del castillo. Las principales construcciones que conforman la plataforma son la base de una estructura rectangular de 5 por 7 metros, con muros de 1,70 m de grosor, de mampostería irregular de cantos de caliza unidos con argamasa de cal, posiblemente de época islámica, la base de una torre cilíndrica de 2 metros de diámetro y una cisterna cubierta con bóveda, construidas posteriormente. Se conservan también algunos restos de murallas.
Defendiendo este sector del resto de la plataforma de roca existe un foso excavado en la cantera calcárea. En el sector este de la plataforma Se encuentra dos habitaciones excavadas en la roca. En el sector oeste se conserva un aljibe excavado en la roca realzado por muros de mampostería irregular de cantos de caliza, trabados con argamasa de cal, con enlucido en el interior. Estaría cubierto por una bóveda, de la que se conservan los arranques. Dentro del recinto de la fortaleza se alza la ermita de Ermita de San Bartolomé, de estilo románico y una sola nave con ábside semicircular, aunque no presenta elementos de fortificación.
El Castillo de Calasanz está incluido dentro de la relación de castillos considerados Bienes de Interés Cultural en virtud de lo dispuesto en la disposición adicional segunda de la Ley 3/1999, de 10 de marzo, del Patrimonio Cultural Aragonés. Este listado fue publicado en el Boletín Oficial de Aragón del 22 de mayo de 2006.